# Astrild queue-de-vinaigre
Glaucestrilda caerulescens
Espèce
Statut de conservation UICN

 LC  : Préoccupation mineure
L'Astrild queue-de-vinaigre (Glaucestrilda caerulescens) ou Astrild lavande, est une espèce d'oiseaux appartenant au genre Estrilda et à la famille des Estrildidae.

## Description

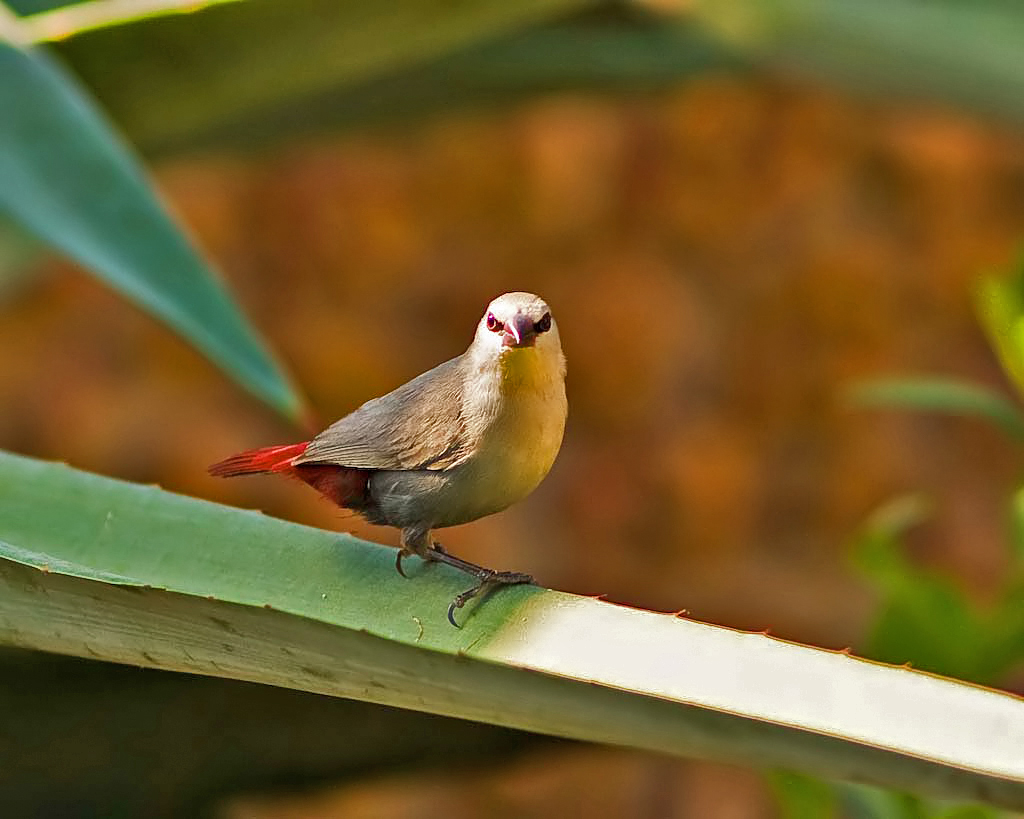
Une femelle.

Cet oiseau mesure environ 10 cm de longueur. Son plumage présente une coloration dominante gris bleu, plus sombre au niveau des parties supérieures et plus clair au niveau des joues et la gorge. Le ventre est noir. Le croupion, la queue et les sous-caudales sont rouges. Les yeux sont marron, le bec rougeâtre à extrémité noire et les pattes marron clair.

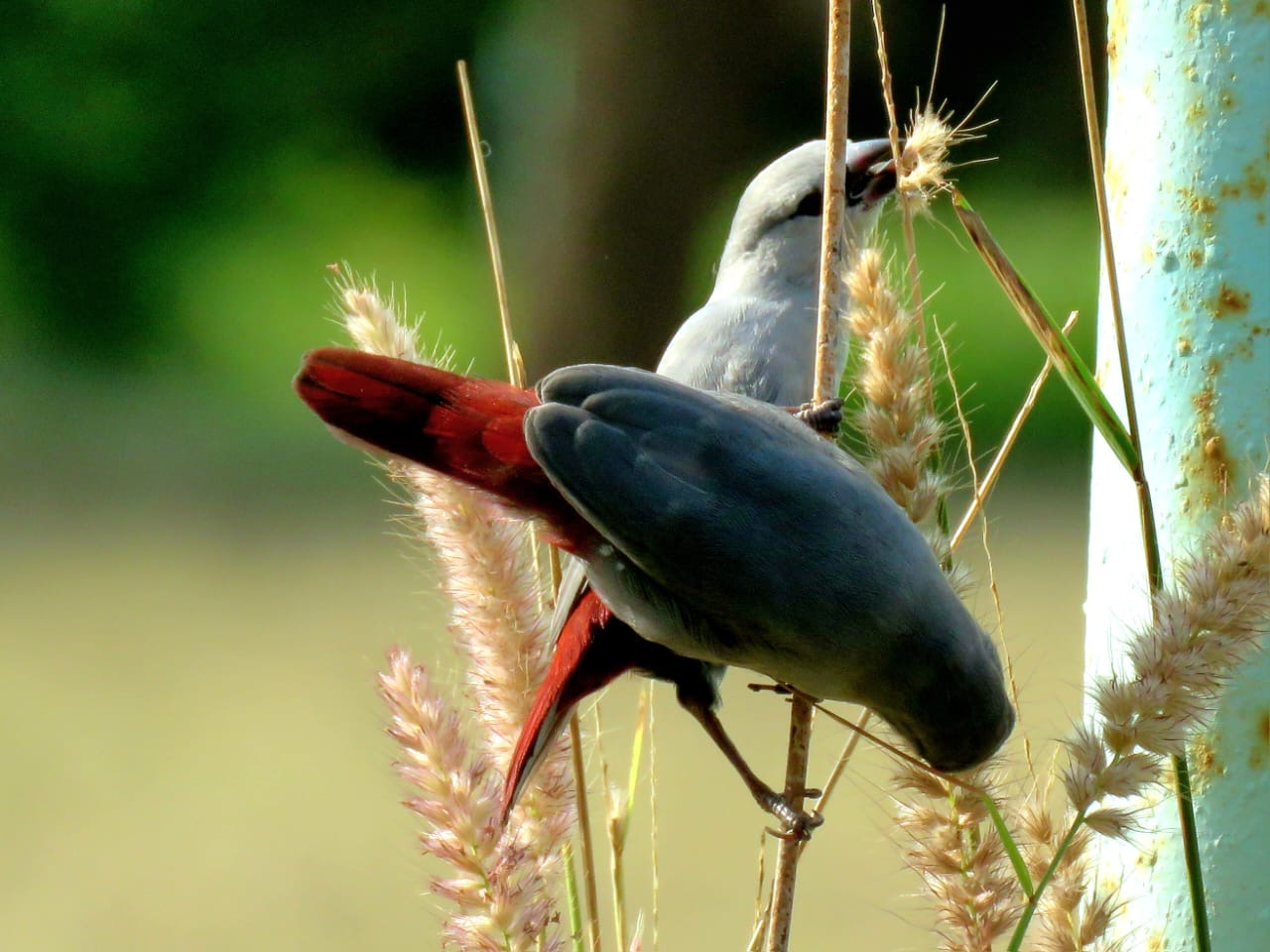
Astrild queue-de-vinaigre au Sénégal

La femelle est légèrement plus terne que le mâle.

## Répartition
Son aire s'étend de la Sénégambie au nord du Centrafrique.

## Habitat
Cet oiseau peuple la brousse et les milieux cultivés.